# Sophie Aldred
Sophie Aldred (ur. 20 sierpnia 1962 w Londynie) – brytyjska aktorka i prezenterka telewizyjna, najbardziej znana jako odtwórczyni roli Ace pod koniec lat 80. w brytyjskim serialu science fiction pt. Doktor Who.

## Życiorys

### Dzieciństwo i młodość
Sophie Aldred urodziła się 20 sierpnia 1962 w londyńskiej dzielnicy Greenwich, ale wychowywała się w pobliskim Blackheath. Śpiewała w kościele św. Jakuba w dystrykcie Londynu Kidbrooke oraz uczęszczała do Blackheath High School od 1973 do 1980, by móc ukończyć University of Manchester. Gdy w 1983 ukończyła studia na uniwersytecie, postanowiła zapisać się do teatru dla dzieci.

### Doktor Who
W 1987 została wybrana do roli towarzyszki Doktora – Ace w serialu Doktor Who. Rolę tę grała do roku 1989, kiedy to produkcja serialu została przerwana. Postać, jaką grała, była ostatnią rolą towarzysza w wersji klasycznej serialu, nie licząc filmu telewizyjnego z 1996, w którym rolę towarzyszki odgrywała Daphne Ashbrook.
W 1993 wystąpiła, tak jak znaczna część obsady serialu Doktor Who w charytatywnej, dwuodcinkowej produkcji pt. Dimensions in Time, gdzie ponownie wcieliła się w postać Ace.
Od 1998 roku współpracuje z wytwórnią Big Finish, produkującą słuchowiska związane z Doktorem Who. Wystąpiła już w ponad 60 słuchowiskach.
W 2013 wystąpiła w skeczu wyprodukowanym przez dawnych aktorów i ekipę produkcyjną serialu Doktor Who, wyprodukowanym specjalnie na uczczenie 50-lecia istnienia serialu. Zagrała tam samą siebie.

### Dalsza kariera
W latach 90. zajmowała się głównie programami edukacyjnymi dla dzieci np. Melvin and Maureen's Music-a-grams (1992–1996), Tiny and Crew (1995–1999), Words and Pictures (od 1993), It's a Mystery (1996) i ZZZap! (1991–2001). W styczniu 1992 wystąpiła w odcinku More than a Messiah serii The Stranger. W 1996 została opublikowana przez Virgin Books jej książka pt. Ace, The Inside Story of the End of An Era, którą napisała z Mikiem Tuckerem.
12 lipca 1997 poślubiła aktora Vince'a Hendersona, z którym ma dwóch synów.
Aktorka była też związana z teatrem i radiem. Występowała i śpiewała w serii BBC Schools Radio, w m.in. Singing Together, Music Workshop, Time and Tune czy Music Box.
Na początku XXI w. pracowała głównie nad podkładaniem głosu w reklamach telewizyjnych oraz serialach animowanych takich jak: Bob Budowniczy czy Sergeant Stripes. W 2009 podłożyła głos do serialu animowanego Dennis the Menace and Gnasher, gdzie użyczała głosu tytułowej postaci – Dennisowi, a w 2012 podłożyła głos w Tree Fu Tom, gdzie dała głos Tomowi.